# ヘタイレイアルケス
ヘタイレイアルケス (ギリシャ語: ἑταιρειάρχης) は、東ローマ帝国の高位役職で、皇帝の護衛部隊ヘタイレイアの司令官である。9世紀から10世紀にかけては複数のヘタイレイアルケスが存在し、それぞれ別のヘタイレイア隊を司っていたようである。しかし次第にその首席に当たるメガス・ヘタイレイアルケス(ギリシャ語: μέγας ἑταιρειάρχης)のみが役職として残り、12世紀から15世紀にかけては本来の職務と関係ない単なる高位宮廷役職として扱われるようになった。

## 歴史

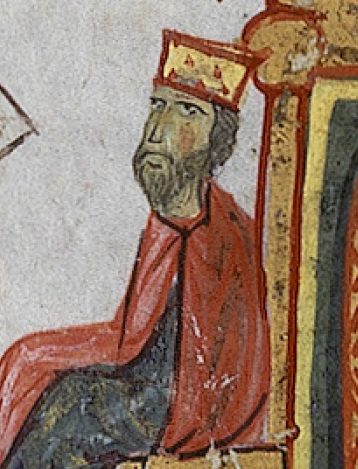
ロマノス1世レカペノス（12世紀のマドリード・スキュリツェスの挿絵）

9世紀から11世紀にかけて、東ローマ皇帝の護衛を務める部隊として皇帝ヘタイレイア (βασιλική ἑταιρεία, basilike hetaireia) が存在していた。初期の構成では、隊員は基本的に外国人が採用されていた。初めて歴史上で言及されるのは812年のことだが、この時にはすでに皇帝の遠征に従う護衛部隊となっており、それ以前の詳しい起源は不明である。9世紀から10世紀の皇帝ヘタイレイアは3部隊もしくは4部隊に分かれており、それぞれが別称を持つとともに、少なくとも当初は1部隊ずつ隊長であるヘタイレイアルケスが任命されていた。

### メガス・ヘタイレイアルケス
メガス・ヘタイレイアルケス/大ヘタイレイアルケスは、当初はメガレ・ヘタイレイア/大ヘタイレイア (μεγάλη ἑταιρεία, megale hetaireia)の司令官蜀であった。メガス・ヘタイレイアルケスはストラタルケスと総称される東ローマ帝国軍の最高位軍人官職群の一つであり、単に定冠詞を付けて「ホ・ヘタイレイアルケス」(ὁ ἑταιρειάρχης)といえばメガス・ヘタイレイアルケスのことを指した。9世紀後半から10世紀前半にかけて、メガス・ヘタイレイアルケスは皇帝の身の安全を守り、厚い信任を得て繊細な任務にあたる極めて重要な役職とされていた。皇帝ロマノス1世レカペノスは即位前にこの役職についていたとされ、息子のクリストフォロス・レカペノス に同じ地位を与えた。10世紀半ばに皇帝コンスタンティノス7世ポルフュロゲネトス（在位: 913年 - 959年）
が著した『儀式の書』によれば、メガス・ヘタイレイアルケスとその部隊は、宦官職のパピアスと密接に連携を取り、遠征中の皇帝の天幕や宮廷の安全を守ったという。

### 下位のヘタイレイアルケス
メセ・ヘタイレイア/中ヘタイレイア (μέση ἑταιρεία, mese hetaireia)は文献上で存在することは確認できるが、その長となるべきヘタイレイアルケスについては言及が見られない。10世紀にはメガス・ヘタイレイアルケスの指揮下にあったようである。それとは逆に、ミクラ・ヘタイレイア/小ヘタイレイア (, mikra hetaireia) と呼ばれるべき部隊は文献に現れないにもかかわらず、ステュリアノス・ザウツェスによれば、ミカエル3世（在位: 842年 - 867年）
の時代にミクロス・ヘタイレイアルケス/小ヘタイレイアルケス (mikros hetaireiarches)という役職が存在したという。975年頃の『エスコリアルのタクティコン』によれば、2つの「蛮族」部隊、すなわちカザロイ(Χαζάροι、ハザール)とファルガノイ（Pharganoi）と呼ばれる部隊があり（後者は「第三ヘタイレイア」(τρίτη ἑταιρεία, trite hetaireia)とも呼ばれた）、ミクロス・ヘタイレイアルケスはそれらの司令官だった可能性もある。

### 宮廷内の高官として
11世紀になると、メガス・ヘタイレイアルケスは軍事的な実働職務を失ったが、依然として宮廷内の重要な役職として扱われていた。11世紀には宮廷宦官や第二級の貴族、あるいはコムネノス朝期のゲオルギオス・パレオロゴスのような若年皇族がこの役職に就いた。マヌエル1世コムネノス（在位: 1143年 - 1180年）
の時代、メガス・ヘタイレイアルケスは武器生産の責任者とされ、また重要な外交任務に就くこともあった。
パレオロゴス朝期には、高位貴族の一員がメガス・ヘタイレイアルケスを務めた。偽コディノスの『官職の書』によれば、メガス・ヘタイレイアルケスは宮廷序列の第25位、メガス・ドルンガリオス・テス・ヴィグレスとメガス・カルトゥラリオスの間に位置付けられていた。他のパレオロゴス朝期の文献では他の役職の有無が異なる関係で、メガス・ヘタイレイアルケスの序列は第23位から第27位までばらつきがある。メガス・ヘタイレイアルケスの妻はメガレ・ヘタイレイアルキッサ（megale hetaireiarchissa）と呼ばれ、宮廷内の女性の中でも重要な地位を占めた。また下位官職としてヘタイレイアルカイ（hetaireiarchai、ヘタイレイアルケスの複数形）も存在し、偽コディノスによればヴェスティアリウとロガリアステス・テス・アウレスの間の第63位、他の文献ではプロトコメスの下の第67-69位、または第75位や第82位などと位置付けられている。偽コディノスによれば、この役職の主な職務は接見の案内役であった。
偽コディノスによれば、宮廷内におけるメガス・ヘタイレイアルケスの服装は、平絹のカバディオンと、上に金色のつまみがあり、金と青の組紐が交互に施された杖（ディカニキオン）であった。儀式や祝祭の際には、メガス・ヘタイレイアルケスは黄色と金色のシルクに金線の刺繍が施されたドーム型の帽子（スカラニコン）をかぶった。この帽子の前面には玉座に座る皇帝の肖像が、背面には馬に乗った皇帝の肖像が描かれていた。下位のヘタイレイアルケスは長い絹のカバディオンと、赤いビロードで覆われ小さな赤い房がついたスカラニコンかクラポトン様式の帽子（スキアディオン）、そして黄色と青の組紐が交互に巻かれた金色のディカニキオンを身に着けた。